# Blyxa novoguineensis
Blyxa novoguineensis là một loài thực vật có hoa trong họ Hydrocharitaceae. Loài này được Hartog mô tả khoa học đầu tiên năm 1957.